# 福尔卡利
福尔卡利，是西班牙瓦伦西亚自治区卡斯特利翁省的一个市镇。总面积39平方公里，总人口558人（2001年），人口密度14人/平方公里。